# Kanton Beauchamp
Kanton Beauchamp (fr. Canton de Beauchamp) byl francouzský kanton v departementu Val-d'Oise v regionu Île-de-France. Tvořily ho tři obce. Zrušen byl po reformě kantonů 2014.

## Obce kantonu
- Beauchamp
- Le Plessis-Bouchard
- Pierrelaye